# Перше гоніння на християн
Перше гоніння на християн — спроба винищення християн римською владою за імператора Нерона у 64—68 роках н.е., після Великої пожежі Риму, яка сталася в липні 64 року. Християнські джерела повідомляють, що святі апостоли Петро та Павло були страчені під час першого гоніння, у 67 році.

## Причини гоніння
Ранні християни зазнавали гонінь з боку як євреїв, бо вважалися сектою, так і римлян, які контролювали багато ранніх центрів християнства в Римській імперії. Язичники терпіли всяке шанування богів, доки воно не заважало їм жити; а віра в Христа змінювала світосприйняття і навіть спосіб життя того, хто увірував. Римляни звинувачували послідовників Ісуса у безбожності через те, що ті, в свою чергу, не визнавали їхніх богів, а поклонялися єдиному Богу, не мали храмів, не приносили жертви.
Через неправильне трактування догм християнства про Тіло і Кров Ісуса Христа, римляни подейкували, що християни живляться кров'ю немовлят, посипаючи тіла їх мукою. Найгірше звинувачення — в едіпівських змішаннях (походить від легенди про давньогрецького героя Едіпа та його ганебний шлюб з матір'ю). Основою для звинувачення християн у цьому злочині послужили незрозумілі язичникам-римлянам "тайні вечері", на яких молилися та причащалися християни. Підозрювали, що християни на своїх зборах вдаються до страшної розпусти, подальшим наслідком чого є знищення дітей. Виходило, що послідовники Христа — розпусники, людиноненависники та безбожники. Від цього язичники стали звинувачувати християн у ненависті до роду людського. Підозрювані в таких злочинах християни стали в очах простого народу ненависними для богів і винними у всіх суспільних лихах.

## Привід гоніння
У ніч з 18 на 19 липня 64 року у Римі, біля Великого цирку, спалахнули лавки з легкозаймистим товаром. Вітер швидко розніс жаринки і будівля цирку була миттєво обійнята полум'ям. Через криві вулиці з тісною забудовою, полум'я знищувало усе на своєму шляху: дерев'яні будинки, майстерні, лавки. Громадяни Риму були охоплені панікою, шукали притулок всюди: у могильних та інших пам'ятниках, але марно, сховатися від пекельного полум'я не можна було ніде.

Пожежу вдалося загасити через шість днів, але ненадовго, бо вогонь знову спалахнув, хоча нова трагедія тривала недовго. Коли нарешті стихія була переборена відкрилася шокуюча картина: з чотирнадцяти районів міста вціліли лише чотири. Повністю вигоріла Священна вулиця з безліччю храмів, включаючи храм Вести; храми на пагорбах Авентин, Палатин та Целій; безліч особняків, резиденцій, цивільних будівель та багато інших будівель. Три райони столиці були зруйновані вщент, у семи збереглися лише нікчемні залишки напівспалених будов. Ось як описує наслідки трагедії історик Корнелій Тацит:
«Встановити число знищених полум'ям особняків, житлових будинків і храмів було б нелегко; але з найдавніших святилищ згоріли присвячений Сервієм Тулієм храм Місяцю, великий жертвенник і храм, присвячений аркадяніном Евандром Геркулесу в його присутності, побудований Ромулом за обітницею храм Юпітера Зупинителя, царський дворець Нуми і святилище Вести з Пенатами римського народу; тоді ж загинули скарби, здобуті в стільких перемогах, видатні твори грецького мистецтва, стародавні і достовірні списи праць великих письменників і багато чого такого, про що згадували люди старшого віку і що не могли ло бути відновлено, незважаючи на таке вражаюче величезне повстання з розвалів міста..» 

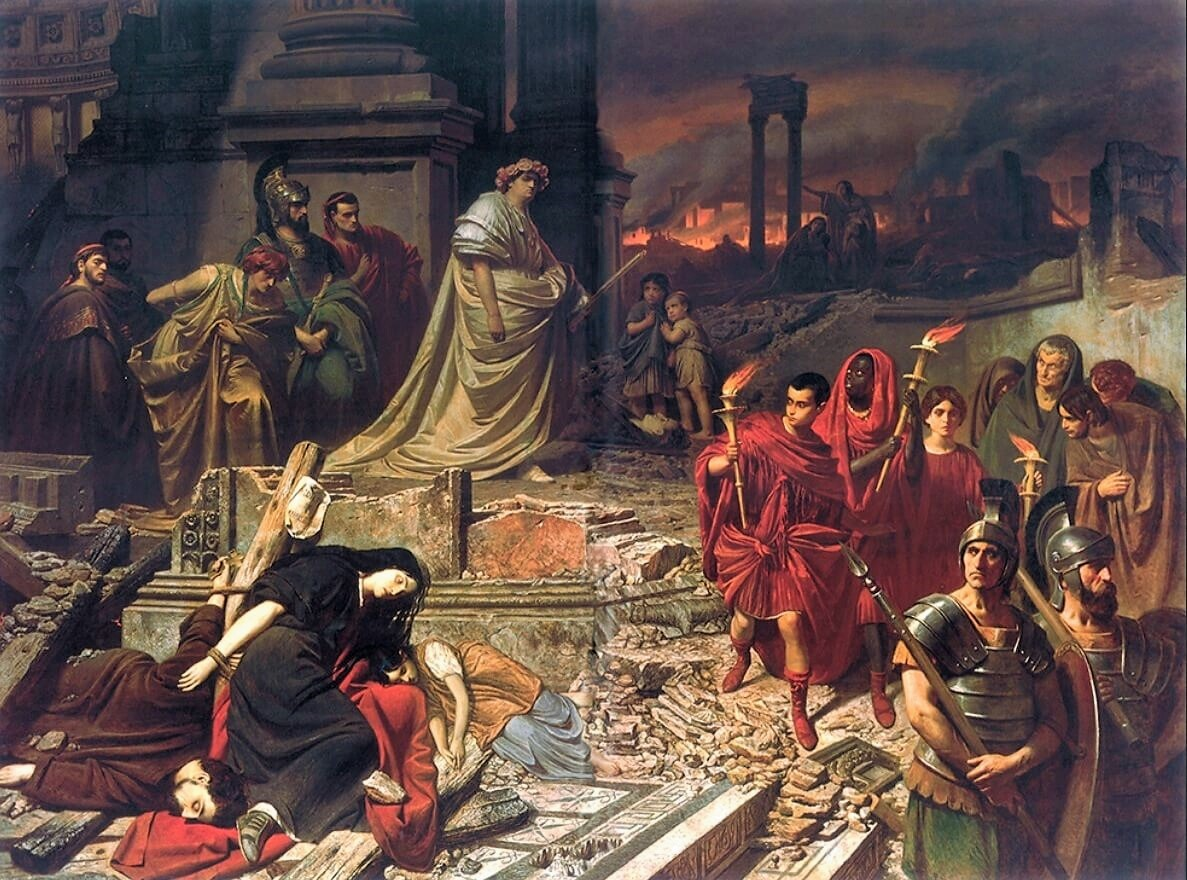
Нерон і руїни палаючого Рима з картини Карла Теодора фон Пілоті (бл. 1861)

Що ж самого початку загорання, то Тацит заявляє: "що були й такі, які відкрито кидали в ще не торкнуті вогнем будинки палаючі смолоскипи, волаючи, що вони виконують наказ, або для того, щоб безперешкодно грабувати, або й справді слухняні чужої волі."
Інший же давньоримський історик, Светоній Транквілл, теж натякає на навмисний підпал і звинувачує у цьому самого імператора: «Його (Нерона) зір ніби ображався видом старих будівель, тісністю і кривизною вулиць, і він запалив місто, зробивши це настільки відкрито, що багато консультантів заставали у себе в дворах слуг риського імператора з клоччям і смоляними факелами, однак схопити їх не посміли».
Друга пожежа викликала більше підозр; пішли чутки про те, що Нерон хоче уславити себе творцем нового міста, що побудує на згарищі старого міста, і якому дасть своє ім'я. Нерон, щоб подолати чутки, шукав винних і оголосив, що це зробили християни. Так і почалося перше гоніння на християн.

## Тортури та страти

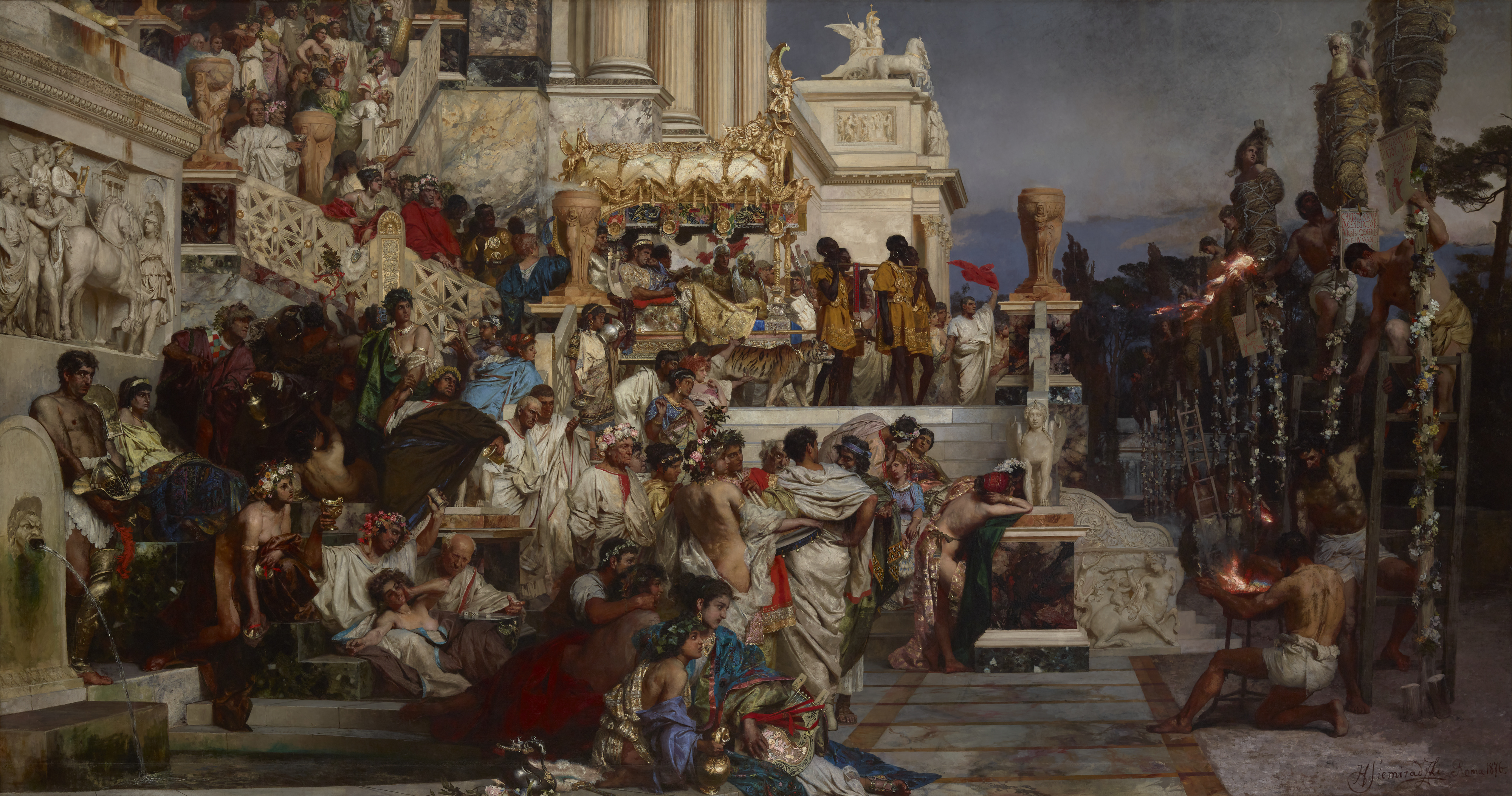
Світочі християнства, або Факели Нерона. Генріх Семирадський, 1876

Християнський письменник Тертулліан був першим, хто назвав Нерона першим гонителем християн. Він написав: «Вивчіть свої записи. Там ви знайдете, що Нерон був першим, хто переслідував це вчення». 
За свідченнями римських істориків спочатку були схоплені ті, хто відкрито визнавав себе християнами, а потім за їхніми вказівками і безліч інших, викритих не так у злодійському підпалі, як у ненависті до "роду людського". Головним злочином християн, за чутками, вважали те, що вони нібито приносять у жертву новонароджених римських немовлят, смакують їхню кров та плоть, піддаються масовій розпусті. 

Гоніння поширилося по всіх областях імперії і тривало чотири роки, аж до смерті Нерона, але особливо жорстоко і люто знищували християн у Римі. Нерон через свою кровожерливість насолоджувався стражданнями і вигадував найжахливіші страти, що здоровій людині ніколи на думку не спадають. Християн зашивали у звірині шкури і кидали диким звірам та собакам, ті в свою чергу їх роздирали до смерті; також їх розпинали на хрестах; обмазували смолою і прив'язавши до стовпів та підпалювали, такі жахливі "світильники" оствітлювали сади імператора. Самі язичники, що звикли до кривавих видовищ, здригалися від жаху, бачивши такі страждання. Тацит повідомляє наступне: 
"...хоча на християнах лежала вина і вони заслуговували на найсуворішу кару, все ж ці жорстокості пробуджували співчуття до них, бо здавалося, що їх винищують не для суспільної користі, а внаслідок кровожерливості одного Нерона..."  

## Страта апостолів Петра та Павла

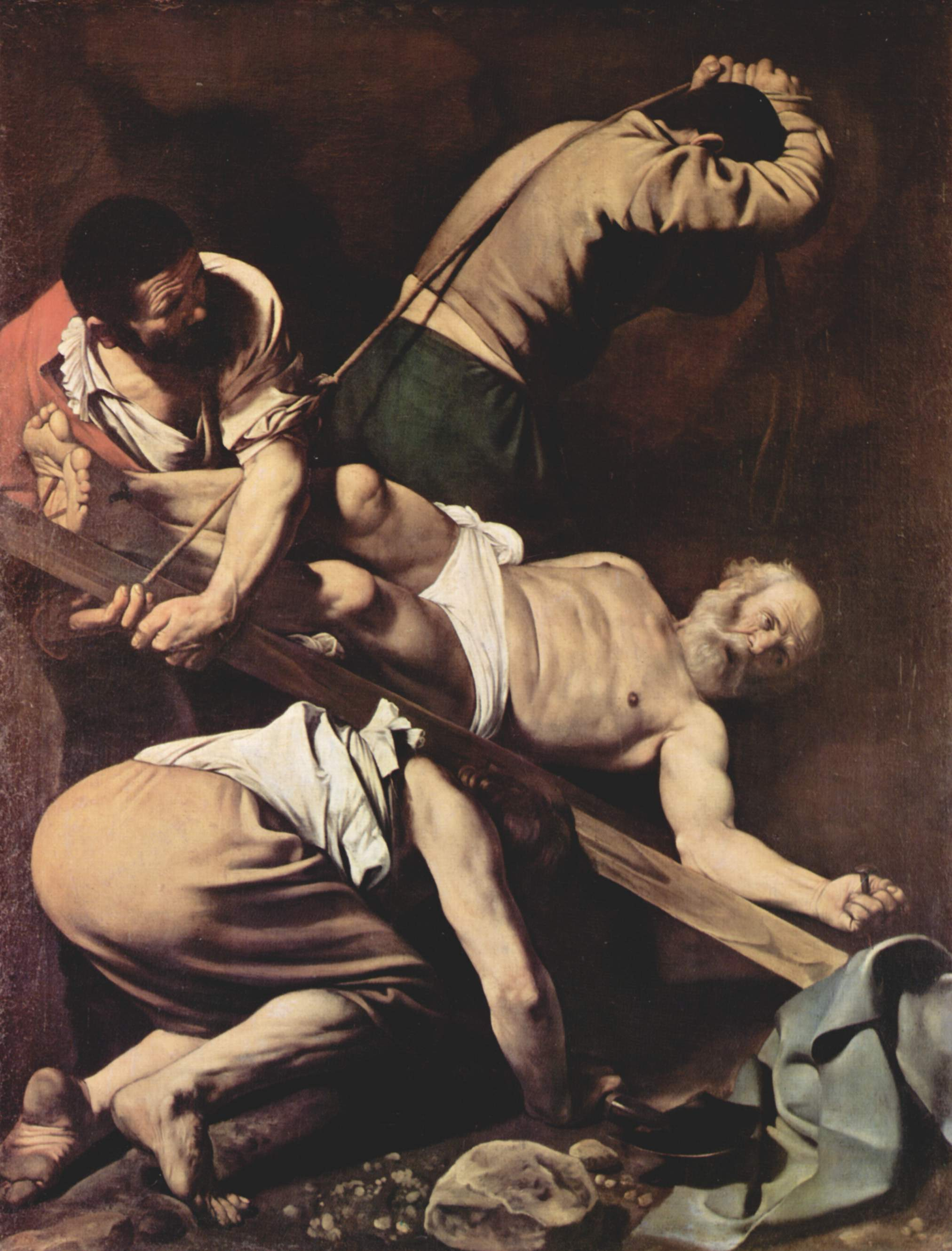
Караваджо "Розп'яття Святого Петра", 1601 р.

Під час першого гоніння святі апостоли Петро та Павло перебували в Римі. Незважаючи на небезпеку, вони безстрашно проповідували Євангеліє і незабаром привернули до себе ворожу увагу язичників. До того ж Павло звернув до Христа двох улюблених дружин Нерона і тим самим збудив гнів імператора. Роздратований поширенням християнства імператор  почав шукати апостолів, щоб зрадити їх страти. Петро був засуджений на смерть на хресті, що вважалася у римлян найганебнішою; але він не вважав себе гідним померти стратою Ісуса Христа, тому попросив, щоб його розіп'яли головою вниз. Святий апостол Павло, як римський громадянин, не міг бути вбитим настільки ганебно, тому йому відсікли голову мечем.
Єпископ Євсевій Кесарійський був першим, хто прямо написав, що Павло був обезголовлений, а Петро розп'ятий у Римі наприкінці правління Нерона. Він стверджує, що переслідування християн Нероном призвело до смерті Петра і Павла, але Нерон не віддавав жодних конкретних наказів. До четвертого століття вже низка письменників заявляли, що саме завядки указу Нерона було вбито Петра та Павла. 